# Buffalo Bill
Buffalo Bill, właściwie William Frederick Cody (ur. 26 lutego 1846 w Le Claire, Iowa, zm. 10 stycznia 1917 w Denver, Kolorado) – myśliwy, zwiadowca armii amerykańskiej (scout), organizator i aktor widowisk rozrywkowych; bohater Dzikiego Zachodu.

## Życiorys
Zwiadowca armii Unii podczas wojny secesyjnej (1861–1865) i wojen z Indianami (do 1877) w zachodnich stanach USA.
W 1883 zorganizował widowisko cyrkowe Wild West Show, przedstawiające wydarzenia z historii amerykańskiego Dzikiego Zachodu i do 1916 prezentował je w Ameryce Północnej oraz Europie Zachodniej; występowali wraz z nim tak znani ludzie Dzikiego Zachodu jak na przykład mistrzyni w strzelaniu Annie Oakley, czy słynny pogromca generała Custera nad Little Big Horn, wódz Dakotów Hunkpapa Tȟatȟáŋka Íyotake / Tatanka Yotanka (Siedzący Byk). W 1906 roku, podczas europejskiej trasy, widowisko Wild West Show pokazywano m.in. na terenach dzisiejszej Polski:
- 1 sierpnia: Przemyśl[2]
- 2 sierpnia: Rzeszów[3]
- 3 sierpnia: Tarnów[2]
- 4-5 sierpnia: Kraków[4]
- 6 sierpnia: Biała (obecnie Bielsko-Biała)[2]
- 7 sierpnia: Cieszyn[2]

Buffalo Bill grał także w sztukach teatralnych pisanych specjalnie dla niego i w pierwszych filmach kowbojskich (westernach).
Pochowany na wzgórzu Lookout Mountain w stanie Kolorado.
Został odznaczony Medalem Honoru.